# Evangelische Kirche (Wiesbaden-Nordenstadt)

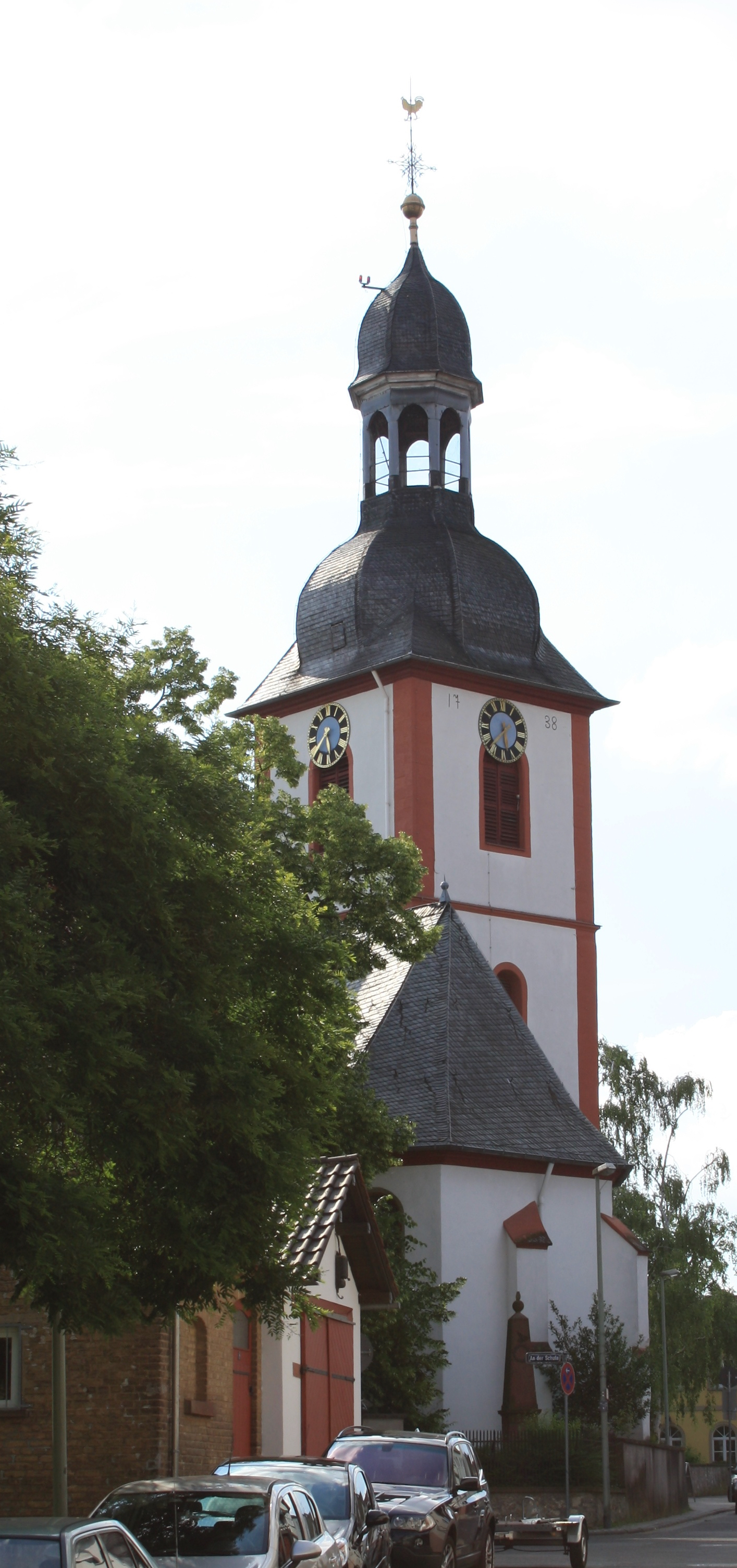
Evangelische Kirche (Wiesbaden-Nordenstadt)

Die Evangelische Kirche Wiesbaden-Nordenstadt ist ein denkmalgeschütztes Kirchengebäude, das in Nordenstadt steht, einem Ortsbezirk der Landeshauptstadt Wiesbaden (Hessen). Die Kirchengemeinde gehört zum Dekanat Wiesbaden in der Propstei Rhein-Main in der Evangelischen Kirche in Hessen und Nassau.

## Beschreibung
Der letzte Vorgängerbau von 1649 wurde, weil er viel zu klein und auch baufällig geworden war, ab 1718 unter teilweiser Verwendung seiner Teile durch einen Neubau ersetzt. Zunächst wurde das Kirchenschiff errichtet, dann der gotische Chor nach Süden verbreitert. 1738 wurde dem Kirchturm, der im Nordosten des Kirchenschiffs steht, eine schiefergedeckte gebauchte Haube mit Laterne aufgesetzt. Damit war die Saalkirche vollendet. Das oberste Geschoss des Kirchturms beherbergt die Turmuhr und hinter den Klangarkaden den Glockenstuhl, in dem drei Kirchenglocken aus Eisenhartguss hängen, die 1923 als Ersatz für die im Ersten Weltkrieg abgelieferten Glocken von Schilling & Lattermann gegossen wurden. Das Erdgeschoss des Turms, in dem sich ein Sakramentshaus und eine Piscina befinden, ist mit einem Kreuzgratgewölbe überspannt. 
Der Innenraum des Chors ist mit einer flachen Kuppel, der des Kirchenschiffs, in dem sich eine L-förmige Empore befindet, mit einem flachen Tonnengewölbe bedeckt, das 1823 kassettiert wurde. Die Orgel mit 21 Registern, zwei Manualen und Pedal wurde von Heinrich Voigt 1886 gebaut und 1976 und 2010 von der Förster & Nicolaus Orgelbau restauriert.